# Нівенське
Нівенське (рос. Нивенское) — селище Багратіоновського району, Калінінградської області Росії. Входить до складу Нівенського сільського поселення.
Населення — 1728 осіб (2015 рік).